# Газопереробний завод Арак
Газопереробний завод Арак — підприємство сирійської нафтогазової промисловості, розташоване у центральній частині країни.
У середині 1990-х почалась розробка родовищ газопромислового району на схід від Пальміри. Першим у 1995-му ввели в експлуатацію Арак, на території якого звели однойменний газопереробний завод, а наступного року запустили родовища Хаіт та Дубаїл. У 2000 році стартував видобуток з родовищ Наджиб і Сукна, продукція яких має підвищений вміст сірководню.
Проєктна потужність першої черги ГПЗ становила 4,5 млн м3 на добу, а наприкінці 1999-го із запуском другої черги майданчик отримав змогу переробляти 7,5 млн м3 на добу (з яких 3 млн м3 газу мали надходити з Наджиб і Сукна).
Громадянська війна 2010-х років істотно вплинула на показники заводу. Так, у 2017-му ГПЗ Арак отримував лише 0,3 млн м3 на добу.
Видача товарного газу організували по трубопроводах Арак – Хомс – Зайзун та Арак – Алеппо.